# Ворчанка
Ворчанка — река в России, протекает в Прилузском районе Республики Коми. Устье реки находится в 191 км по правому берегу реки Летка. Длина реки составляет 16 км.
Исток реки на Северных Увалах в 20 км к северу от села Летка. Рядом с истоком Ворчанки находится исток реки Ловля, здесь проходит водораздел между бассейнами Волги и Северной Двины. Река течёт на юг, всё течение проходит по ненаселённому лесу. Река впадает в урочище Выллетка. Приток — Нервож (левый).

## Данные водного реестра
По данным государственного водного реестра России относится к Камскому бассейновому округу, водохозяйственный участок реки — Вятка от истока до города Киров, без реки Чепца, речной подбассейн реки — Вятка. Речной бассейн реки — Кама.
Код объекта в государственном водном реестре — 10010300212111100031648.